# اندیس شیر کوه
شیر کوه یک اندیس فلزی است که در حوالی شهر آورتین استان هرمزگان قرار دارد و مادهٔ معدنی موجود در آن، مس است.  